# Brefotrofium
Brefotrofium (z řeč. bréfos – nemluvně, dítě), též špitál neviňátek, nalezinec je církevní útulek, který v minulosti sloužil pro odložené novorozence a nemluvňata.

## Původ
Brefotrofia existovala již ve starověku, ale zřejmě první specializované brefotrofium pochází až z období renesance, které vzniklo ve Florencii jako Špitál neviňátek. U zrodu brefotrofií stál bohatý bankéř Francesco Datini, který věnoval částku postačující k realizaci tohoto díla. Projekt stavby tohoto ústavu byl svěřen Filippovi Brunelleschimu, nejdůležitějšímu architektovi dané doby, který je také autorem kupole florentské katedrály.
Matky, odkládající děti ve florentském špitále, spolu s nimi častokrát zanechávaly polovinu rozlomené mince. Druhou polovinu uchovaly, aby tak mohly poznat své dítě, až nastanou lepší časy.